# Флаг муниципального округа Нагорный
Флаг муниципального округа Наго́рное в Южном административном округе города Москвы Российской Федерации — опознавательно-правовой знак, служащий официальным символом муниципального образования.
Первоначально данный флаг был утверждён 23 апреля 2004 года как флаг муниципального образования Нагорное.
Законом города Москвы от 11 апреля 2012 года № 11, муниципальное образование Нагорное было преобразовано в муниципальный округ Нагорный.
Решением Совета депутатов муниципального округа Нагорный от 15 ноября 2017 года этот флаг был утверждён флагом муниципального округа Нагорный.
Решением Совета депутатов муниципального округа Нагорный от 12 ноября 2018 года, по рекомендации Геральдического Совета города Москвы, предыдущее решение было признано утратившим силу и утверждено новое положение о флаге, рисунок которого изменений не претерпел.

## Описание
Описание флага, утверждённое 23 апреля 2004 года, гласило:
«Флаг муниципального образования Нагорное представляет собой двустороннее, прямоугольное полотнище с соотношением сторон 2:3.
Полотнище разделено из нижнего угла, прилежащего древку, фигурным делением в виде трёх зубцов.
В прилежащей к древку белой части полотнища помещено изображение красной кувшинки. Габаритные размеры изображения составляют 5/24 длины и 5/16 ширины полотнища. Центр изображения находится на расстоянии 1/6 длины полотнища от бокового края, прилежащего древку, и на расстоянии 1/ 4 ширины полотнища от его верхнего края.
В противоположной древку красной части полотнища помещено изображение белой кувшинки. Габаритные размеры изображения составляют 5/24 длины и 5/16 ширины полотнища. Центр изображения находится на расстоянии 1/6 длины полотнища от бокового края, противоположного древку, и на расстоянии 1/4 ширины полотнища от его нижнего края».
Описание флага, утверждённое 12 ноября 2018 года, гласит:
«Прямоугольное двухстороннее полотнище с отношением ширины к длине 2:3, воспроизводящее фигуры из герба муниципального округа Нагорный, выполненные красным и белым цветом».
Геральдическое описание герба муниципального округа Нагорный гласит:
«В серебряном и червлёном поле, скошенным слева двухступенчатыми зубцами — два цветка кувшинки переменных цветов».

## Обоснование символики
Две кувшинки переменных с полями цветов аллегорически символизируют реки Котловку и Чертановку, ограничивающие территорию муниципального округа Нагорный с севера и юга. В прежние времена в этих реках росли кувшинки.
Деление поля символизирует крутой и извилистый берег реки Котловки, именовавшийся ранее Поклонной горой.
Белое поле флага — символ реки, омывающей Поклонную гору.
Три выступающих зубца символизируют располагавшиеся ранее на территории муниципального округа Нагорный поселения Нижние Котлы, Верхние Котлы и Волхонка.
В 1606 году здесь состоялось сражение между войсками Ивана Болотникова и царя Василия Шуйского, что символически показано красным полем.
Примененные во флаге цвета символизируют:
красный цвет — символ труда, мужества, жизнеутверждающей силы, красоты и праздника, кроме того, цвет герба Бутырского полка;
белый цвет (серебро) — символ чистоты, открытости, божественной мудрости, примирения.